# Städtebund Schmölln-Gößnitz
Die Initiative Städtebund Schmölln-Gößnitz ist ein Städteverbund der beiden ostthüringischen Städte im Altenburger Land, der am Donnerstag, dem 5. September 2002 von den Bürgermeistern Wolfgang Scholz (Gößnitz) und Herbert Köhler (Schmölln) unterzeichnet wurde. Der Gößnitzer Stadtrat hatte am 28. August 2002 und der Schmöllner Stadtrat am 5. September dem Vertrag zugestimmt.

## Ziel
Das Ziel des Städteverbundes der beiden verhältnismäßig kleinen Städte ist es, die wirtschaftliche und kommunale Entwicklung zu stärken. Zudem soll die Attraktivität beider Städte einschließlich ihrer Ortsteile erhöht werden. Der Bürgermeister der Stadt Gößnitz, Wolfgang Scholz, gehört der Fraktion Initiative Städtebund Schmölln-Gößnitz im Stadtrat an. Eine komplett gemeinsame Verwaltung wie in den beiden nordthüringischen Städten Leinefelde und Worbis zu Leinefelde-Worbis ist vorerst nicht geplant. Der Industrieverbundstandort befindet sich zwischen dem Gößnitzer Ortsteil Nörditz und dem Schmöllner Ortsteil Nitzschka. Bis 2011 sollen die erschlossenen Flächen produzierenden Unternehmen zum Kauf angeboten werden.

## Verbundstandort
Auf einer Fläche von 74 Hektar erstreckt sich der Verbundsstandort, indem noch freie Grundstücke mit einer Gesamtgröße von 302.000 Quadratmetern vorhanden sind. Eine unmittelbare Anbindung an die Landesstraße 1358 ist ebenso vorhanden wie zur fünf Kilometer entfernten A4 mit der Anschlussstelle Schmölln-Schönhaide, weitere wichtige Anschlussstraßen sind die B93 durch Gößnitz und die B7 durch Schmölln, welche jeweils ungefähr in zwei Kilometern Entfernung verlaufen. Das Schienennetz ist in beiden Städten gut ausgebaut, im zwei Kilometer entfernten Gößnitzer Bahnhof ist die Verladung von Gütern möglich. Zudem ist der Flugplatz Altenburg-Nobitz nicht weit entfernt.
Der Verbundsstandort ist voll erschlossen und es ist ausdrücklich produzierendes Gewerbe erwünscht, Einzelhandel allerdings ausgeschlossen, zudem besteht eine unmittelbare Anbindung an den öffentlichen Personennahverkehr. Des Weiteren befinden sich Wohnungsbaustandorte in 500 – 1000 Metern Entfernung.

## Kauf von Nutzungsraum
Der Verkauf der insgesamt noch rund 30 Hektar erfolgt ausschließlich zum Höchstgebot, allerdings besteht keine Kaufverpflichtung.